# Christian Maråker
Christian Erik Maråker (Varberg, 24 settembre 1982) è un ex cestista svedese.

## Carriera
Con la Svezia ha disputato i Campionati europei del 2003.